# Église Saint-Martin de Bollène
L'église Saint-Martin de Bollène est situé à Bollène, dans le Vaucluse. Il ne faut pas la confondre avec, dans la même ville, la Collégiale Saint-Martin de Bollène.

## Historique
L'église Saint-Martin est inscrite au titre des monuments historiques depuis le 6 octobre 1976. Sa construction a commencé au milieu du XVIIe siècle. Elle a été interrompue en 1790, puis reprise en 1928/1929, grace aux dons des paroissiens de Bollène et le dévouement de Mrs le chanoine Billard et de Faucher sos l'administration de Mr Valère de Gaillard de Lavaldène, Maire. Elle a été consacrée par Mgr Naudo archevêque d'Avignon sous le pontificat de Pie IX.

## Description.
Des travaux ont été entrepris par la commune en 2020/2021 en raison de risques importants. Elle a ete fermée de nombreuses années (environ 17 ans)  à cause de ces risques.
Les travaux ont été terminés en 2023, et l'inauguration par le maire de Bollène en exercice  Monsiur Zilio, a eu lieue en décembre 2023.

## En savoir plus